# Wilsford (Lincolnshire)
Wilsford – osada w Anglii, w hrabstwie Lincolnshire, w dystrykcie North Kesteven. Leży 29 km na południe od Lincoln i 166 km na północ od Londynu. W 2001 miejscowość liczyła 392 mieszkańców.